# Мюльбург (Карлсруэ)
Мю́льбург (нем. Mühlburg) — в прошлом независимый город, в настоящее время — район города Карлсруэ, расположенный на реке Альб.
На западном краю района располагается Рейнский порт (нем. Rheinhäfen Karlsruhe), который также является частью района Мюльбург. На востоке район плавно переходит в городской район Вестштадт. Мюльбург наряду с ещё более старым Дурлахом образует так называемый «Центр B» города Карлсруэ с оживленной деловой жизнью и многими магазинами и торговыми площадями. Региональное прозвище жителей Мюльбурга — «Millichseihle» («молочная колонна»).
Граничит с городскими районами Книлинген и Нойройт на севере, Вестштадт на востоке, Грюнвинкель и Даксланден на юге и рекой Рейн на западе.

## История
Первое документальное упоминание о Мюльбурге датируется 1248 годом под названием «Mulenberc». Первое упоминание замка «Mulnberg» относится к 1258 году, а их владелец маркграф Рудольф I Баденский упоминается в 1265 году. В 1274 году Мюльбург, Грётцинген, Дурлах, а также другие города были заняты римско-немецким королём Рудольфом I Габсбургским. В 1670 году община Мюльбурга издала городской устав. Этим «Уставом свободы» поощрялось, как на несколько лет позже и для Карлсруэ, в частности содействие поселению квалифицированных рабочих, ремесленников и других новых граждан. Маркграф Бадена планировал дальнейшее расширение города, но оно шло медленно.
1689 год был чёрным годом для города. В войне за пфальцское наследство город Мюльбург, а также великолепный окруженный рвом с водой величественный замок были разрушены французскими войсками, наряду со многими другими баденскими городами. Лозунг французского «Короля-Солнце» Людовика XIV «Ruinez les pays de Bade» осуществлялся со всей твердостью. Мюльбургский замок на воде не был восстановлен. Камни Мюльбургского замка использовались большей частью для строительства замка Карлсруэ. В непосредственной близости нового города Карлсруэ Мюльбургский замок потерял значение, как постепенно в последующих десятилетиях и старая резиденция в Дурлахе. В 1886 году Мюльбург был включён в состав общины Карлсруэ, с 4100 жителями и площадью 210 гектаров. Границы района Мюльбург после слияния с Карлсруэ были сильно перемещены.
Таким образом Мюльбург потерял большую область, перешедшую в состав районов Вестштадт и Грюнвинкель, однако, вся область более поздней гавани Рейна была присоединена к Мюльбургу. Вследствие роста города Карлсруэ, он получил выход к реке Рейн, а включённые в его состав рыбацкие поселки стали районами города Даксланден и Книлинген.
Открытие Рейнской гавани Карлсруэ состоялось на торжественной церемонии в Мюльбурге в 1901 году в присутствии Великого герцога Фридриха I Баденского. В 1998 году Мюльбург отпраздновал 750-летие первого документального упоминания.

## Электростанция
В Мюльбурге расположена видимая издалека тепловая электростанция. Позади неё находится Рейнский порт Карлсруэ, являющийся вторым по величине речным портом Германии (после Гамбургского порта).

## Церкви

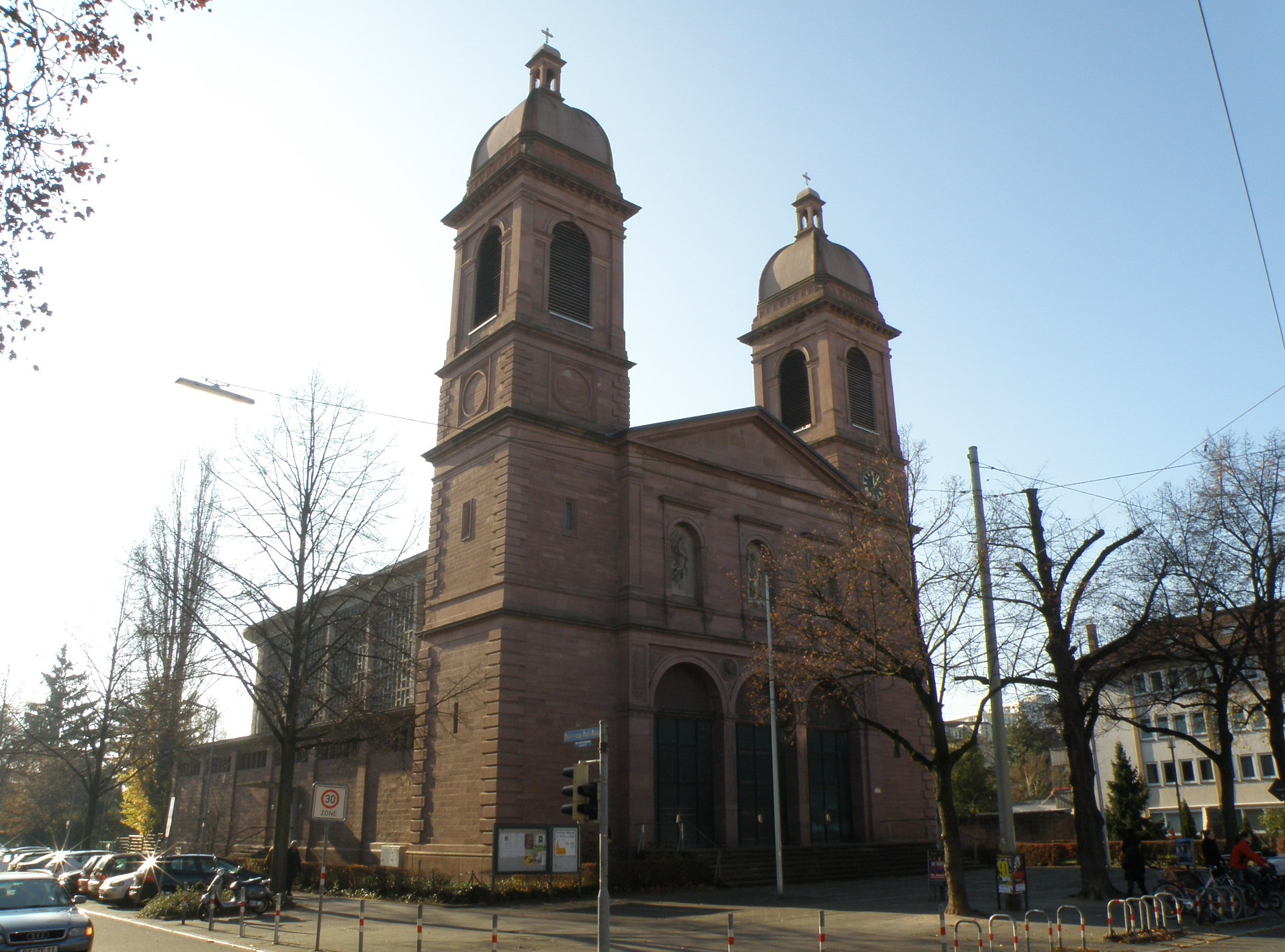
Католическая церковь Св. Петра и Павла (2011 год)

В 1886 году благодаря Адольфу Виллиарду была сооружена католическая церковь Св. Петра и Павла. Она была почти полностью разрушена 4 декабря 1944 года во время бомбардировки союзников. Сохранился лишь её двойной башенный фасад. Монументальные настенные росписи 1920-х годов Альберта Хауайзена внутри церкви были утрачены в результате разрушения.
Похожая судьба постигла спроектированную Иоганном Фридрихом Веихингом евангелическую церковь и построенную с 1786 по 1903 год в память Карла Фридриха Баденского и носящей его имя. В 1944 она полностью сгорела. После восстановления в 1951 году она вновь открылась с измененной башней и сегодня стала одним из символов Мюльбурга.

## Известные уроженцы
- Карл Бенц (1844—1929) — изобретатель автомобиля[1][2][3][4], основатель фирмы, позднее преобразованной в Daimler-Benz AG (сегодня — Daimler AG).
- Мария Луиза Кашниц (1901—1974) — писательница, лауреат премии Георга Бюхнера (1955).